# جنگل‌های کوهستان نیوفاندلند
جنگل‌های کوهستان نیوفاندلند (به انگلیسی: Newfoundland Highland forests) یک منطقهٔ مسکونی و جنگل در کانادا است که در نیوفاندلند و لابرادور واقع شده‌است.